# Tomyliwka
Tomyliwka (ukr. Томилівка) – wieś na Ukrainie, w obwodzie kijowskim, w rejonie białocerkiewskim, w hromadzie Biała Cerkiew. W 2001 liczyła 1123 mieszkańców, spośród których 1097 wskazało jako ojczysty język ukraiński, 24 rosyjski, 1 bułgarski, a 1 inny.